# Gran Premio motociclistico del Canada 1967
Il Gran Premio del Canada corso il 30 settembre 1967 a Mosport, è la dodicesima gara del motomondiale 1967 e rappresenta la prima (e unica) edizione del GP del Canada.
Solamente 3 le classi in gara: 125, 250 e 500; non prendono invece parte alla gara le 50, 350 e i sidecar. Tutte le gare si sono disputate sabato 30 settembre. Per le mezzo litro si trattava dell'ultima gara della stagione.
In 125 Bill Ivy, unico pilota ufficiale in gara e già Campione del Mondo, ebbe vita facile, battendo una muta di piloti privati canadesi di scarsa levatura: il secondo finì a due giri di distacco.
Nella 250, invece, la lotta tra Mike Hailwood e Phil Read, entrambi in lotta per il titolo, si risolse a favore dell'alfiere della Honda; Read, terminato secondo, manteneva comunque quasi intatte le possibilità di conquistare il Mondiale all'ultimo GP, in programma due settimane dopo in Giappone.
Nella 500, alla sua ultima gara della stagione, fu inutile la vittoria di Hailwood: Giacomo Agostini, classificatosi secondo, ottenne il titolo (il secondo consecutivo per il pilota della MV Agusta) grazie al maggior numero di secondi posti (3 contro 2) a parità di vittorie (5). La gara fu accorciata di 10 giri a causa del freddo.

## Classe 500
34 piloti alla partenza, 12 al traguardo.

### Arrivati al traguardo
| Pos. | Pilota             | Moto      | Tempo        | Punti |
| ---- | ------------------ | --------- | ------------ | ----- |
| 1    | Mike Hailwood      | Honda     | 1h 13' 28" 5 | 8     |
| 2    | Giacomo Agostini   | MV Agusta | +37" 7       | 6     |
| 3    | Mike Duff          | Matchless | +1' 40" 2    | 4     |
| 4    | Ivor Lloyd         | Matchless | +1 giro      | 3     |
| 5    | Andreas Georgeades | Velocette | +1 giro      | 2     |
| 6    | George Rockett     | Norton    | +3 giri      | 1     |
| 7    | David Lloyd        | Triton    |              |       |

## Classe 250
32 piloti alla partenza, 21 al traguardo.

### Arrivati al traguardo
| Pos. | Pilota           | Moto   | Tempo     | Punti |
| ---- | ---------------- | ------ | --------- | ----- |
| 1    | Mike Hailwood    | Honda  | 52' 31" 0 | 8     |
| 2    | Phil Read        | Yamaha | +1' 00" 0 | 6     |
| 3    | Ralph Bryans     | Honda  | +1 giro   | 4     |
| 4    | Yvon Duhamel     | Yamaha | +2 giri   | 3     |
| 5    | Frank Camillieri | Yamaha | +3 giri   | 2     |
| 6    | Ron Grant        | Yamaha | +3 giri   | 1     |

## Classe 125
15 piloti alla partenza, 11 al traguardo.

### Arrivati al traguardo
| Pos. | Pilota         | Moto   | Tempo     | Punti |
| ---- | -------------- | ------ | --------- | ----- |
| 1    | Bill Ivy       | Yamaha | 46' 39" 0 | 8     |
| 2    | Tim Coopey     | Yamaha | +2 giri   | 6     |
| 3    | Robert Lusk    | Yamaha | +3 giri   | 4     |
| 4    | Jean-Guy Duval | Yamaha | +3 giri   | 3     |
| 5    | Ralph Swegan   | Yamaha | +3 giri   | 2     |
| 6    | Robert Messina | Yamaha | +4 giri   | 1     |